# 伊利 (阿登省)
伊利（法語：Illy）是法国大东部大区阿登省的一个市镇，属于色当区和色当第二县。该市镇2009年时的人口为411人。

## 人口
伊利人口变化图示
| 数据来源：INSEE |